# Smoking Bishop

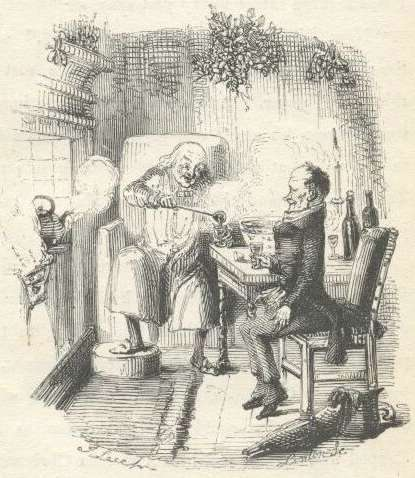
A Christmas Carol – Scrooge und Bob Cratchit trinken Smoking Bishop

Smoking Bishop ist ein warmer Gewürzwein ähnlich dem Glühwein, der in der englischen Küche bekannt ist. Diese Variante des Bischofs war vor allem im Viktorianischen Zeitalter beliebt. Erwähnung findet der Smoking Bishop im Werk A Christmas Carol von Charles Dickens.
Eine Besonderheit ist die Zubereitung des Smoking Bishop. Wesentliche Zutaten sind Portwein, wenige Gewürze wie Nelken, Sternanis, Zucker, manchmal auch Zimt und vor allem Pomeranzen, welche im Winter, zwischen Dezember und Februar, erhältlich sind. Somit ist der Smoking Bishop ein klassisches Getränk in der Weihnachtszeit. Authentisch ist der Geschmack, wenn die Pomeranze „am Feuer“ geröstet wird. Das passierte im 19. Jahrhundert auf den Küchenöfen, bei denen die Kohle durch ein Gitter abgetrennt war. Heute kann man die Pomeranzen auf einem Grillrost oder im Backofen rösten. Wird der Portwein durch andere Getränke ersetzt, ergeben sich weitere Getränke, die zu den „Klerikalen Getränken“ zählen:
- mit Clairet Smoking Archbishop
- mit Ingwerwein und Rosinen Smoking Beadle
- mit Champagner oder Rheinwein Smoking Cardinal
- mit Burgunder Smoking Pope

Seinen Namen verdankt der Smoking Bishop den Trinkschalen, in denen er auf Sitzungen von Gilden oder auf Banketten in Universitäten serviert wurde und die einer Bischofsmütze ähnelten.
In die Geschichte ging der Smoking Bishop durch die Weihnachtsgeschichte A Christmas Carol von Charles Dickens ein, bei der im letzten Kapitel Ebenezer Scrooge seinem Angestellten Bob Cratchit eine Gehaltserhöhung und Hilfe für die Familie mit folgenden Worten in Aussicht stellt:

“A Merry Christmas, Bob!” said Scrooge with an earnestness that could not be mistaken, as he clapped him on the back. “A merrier Christmas, Bob, my good fellow, than I have given you for many a year! I’ll raise your salary, and endeavour to assist your struggling family, and we will discuss your affairs this very afternoon over a bowl of smoking bishop, Bob!”

„Frohe Weihnachten, Bob!“ sagte Scrooge mit einem Ernst, der nicht missverstanden werden konnte, als er ihm auf den Rücken klopfte. „Ein fröhlicheres Weihnachtsfest, Bob, mein guter Kerl, als ich Ihnen seit vielen Jahren bereitet habe! Ich werde Ihr Gehalt erhöhen und mich bemühen, Ihre angeschlagene Familie zu unterstützen, und wir werden noch heute Nachmittag bei einer Schale Smoking Bishop über Ihre Angelegenheiten sprechen, Bob!“